# Уран – Наготане
Уран – Наготане – трубопровід для зріджених вуглеводневих газів, який подає сировину для роботи піролізної установки у Наготане.
Із 1978-го південніше від Мумбаї діяв газопереробний завод Уран, який працював із продукцією офшорних родовищ та вилучав фракцію С3+. У другій половині 1980-х вирішили поглибити ступінь переробки сировини та надати заводу здатність вилучати етан у вигляді етан-пропанової суміші, яка б далі піддавалась піролізу на новому нафтохімічному підприємстві у Наготане. Для транспортування цієї суміші в 1990-му ввели в дію трубопровід Уран – Наготане завдовжки 47 (за іншими даними – 50) км з діаметром 250 мм.
Також можливо відзначити, що у 2010-х роках на тлі падіння видобутку на родовищах басейну Мумбаї власник нафтохімічного виробництва запустив етанопровід Дахедж – Наготане, який має покривати нестачу сировини за рахунок імпорту етану з США.